# Pedaliodes baccara
Pedaliodes baccara är en fjärilsart som beskrevs av Otto Thieme 1905. Pedaliodes baccara ingår i släktet Pedaliodes och familjen praktfjärilar. Inga underarter finns listade i Catalogue of Life.